# کیم کونگ-چیونگ
کیم کونگ-چیونگ (انگلیسی: Kim Kong-chyong؛ زادهٔ ۲ سپتامبر ۱۹۸۶) بازیکن فوتبال اهل کره جنوبی است.